# 1621 en musique classique
| \| • Retour à la chronologie générale de la musique classique • \| |
| Grèce • Rome • Haut Moyen Âge • VIIIe siècle • IXe siècle • Xe siècle • XIe siècle XIIe siècle • XIIIe siècle • XIVe siècle • XVe siècle • XVIe siècle • XVIIe siècle XVIIIe siècle • XIXe siècle • XXe siècle • XXIe siècle |
| • Retour à la chronologie générale de la musique classique • |

| Années en musique classique : 1618 - 1619 - 1620 - 1621 - 1622 - 1623 - 1624    |
| Décennies en musique classique : 1590 - 1600 - 1610 - 1620 - 1630 - 1640 - 1650 |

## Œuvres
- Livre quatrième et conclusional des Pseaumes de David, de Jan Pieterszoon Sweelinck, publié à Haarlem.

## Naissances
- 21 décembre : Bertrand de Bacilly, compositeur, chanteur et théoricien de la musique français († 27 septembre 1690).

Date indéterminée :
- Albertus Bryne, compositeur et organiste anglais († 2 décembre 1668).
- Étienne Richard, compositeur, organiste et claveciniste français († 1669).

## Décès

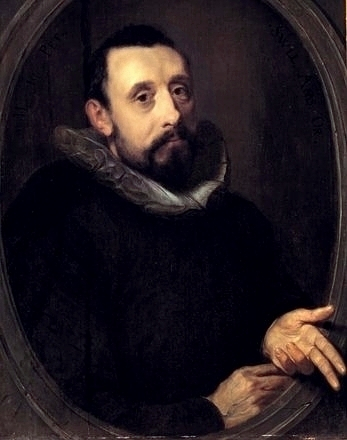
Jan Pieterszoon Sweelinck

- 15 février : Michael Praetorius, compositeur allemand (° 15 février 1571).
- 14 juillet : Edmund Hooper, compositeur anglais (° 1553).
- 23 août : Antonio il Verso, compositeur italien (° 1565).
- 6 octobre : Jan Pieterszoon Sweelinck, compositeur néerlandais (° mai 1562).
- 30 novembre : Francesco Rasi, chanteur et compositeur italien (° 14 mai 1574).

Date indéterminée :
- William Inglott, compositeur et organiste anglais (° 1554).
- Ippolito Fiorini, compositeur, luthiste et maître de chapelle italien (° vers 1549).
- Francesco Soriano, compositeur italien (° 1549).